# Naseem Hamed
Naseem Hamed (en árabe: نسيم حميد‎; Sheffield, Inglaterra, 12 de febrero de 1974), popularmente conocido como Príncipe Naseem o Naz, es un exboxeador profesional británico que compitió entre 1992 y 2002. Ha sido campeón mundial de peso pluma en múltiples ocasiones, entre ellas el título WBO de 1995 a 2000, el título IBF en 1997 y el título WBC de 1999 a 2000. También reinó como campeón lineal de 1998 a 2001, campeón IBO de 2002 a 2003 y fue campeón europeo de peso gallo de 1994 a 1995. Hamed está clasificado como el mejor peso pluma británico de todos los tiempos por BoxRec. En 2015, fue admitido en el Salón Internacional de la Fama del Boxeo.
Hamed era conocido por sus excentricidades inusuales en el boxeo y sus espectaculares entradas al ring, como entrar en una alfombra voladora, un ascensor y una litera, además de recrear el video de Michael Jackson's Thriller y llevar una máscara de Halloween. También era conocido por su salto mortal frontal sobre la cuerda superior del ring, su estilo de boxeo zurdo altamente atlético y contundente, y su formidable poder de nocaut de un solo golpe, habiendo terminado su carrera con una proporción de triunfos por nocaut de un 84 %. Con su personalidad arrogante y sus combates de alto perfil fue una figura prominente en la cultura pop británica de los años 90, por lo que Sean Ingle, de The Guardian, escribió: «En su mejor momento, Hamed fue una superestrella mundial». Dan Rafael, de ESPN, escribió: «Una de las mayores estrellas de este deporte, el tipo llenó los escenarios antes de que se nombrara a su oponente».
En 2016, ESPN clasificó a Hamed en el puesto 22 en su lista de los 5 mejores peleadores libra por libra de los últimos 25 años. World Boxing, una publicación hermana de la revista The Ring, clasificó a Hamed como el undécimo mejor boxeador británico de todos los tiempos, y Gareth A. Davies de The Telegraph lo clasificó en décimo lugar. The Ring también clasificó a Hamed como el 46.º mejor golpeador de todos los tiempos.

## Primeros años de vida
Hamed nació en Sheffield, Yorkshire, Inglaterra de padres yemeníes, en 1974. Un prodigio del gimnasio Wincobank de Brendan Ingle, su talento y estilo zurdo llamativo lo marcaron a cabo desde una edad temprana.

## Carrera
Hamed comenzó a boxear profesionalmente en peso mosca en 1992. Pronto comenzó a aumentar de ranking a través de como noqueaba a una serie de oponentes en las rondas iniciales. A la edad de 20 años ganó el título de peso gallo Europeo, ampliamente superando a Vincenzo Belcastro en doce asaltos. Después de una defensa, añadió el título Internacional supergallo del CMB a su CV en 1994, abrumando a Freddy Cruz, en Sheffield, quien fue severamente castigado y se detuvo en seis asaltos. La popularidad de Hamed creció, su estilo poco ortodoxo le permitió ganar una gran base de fanes y sus travesuras le generaron un gran grupo de detractores. Después de firmar para Frank Warren, Hamed, hizo entradas más espectaculares, noqueando a Enrique Angeles y Juan Polo Pérez , en dos rondas.
Debido a su tremendo carisma, gozó de la atención del público británico, unido a su peculiar estilo de pelea con las manos bajas y esquivando los golpes solo con la cintura, de manera casi circense. Hizo que pronto llamara la atención para dar el salto a los primeros planos pugilísticos. Durante un tiempo fue campeón indiscutido del peso pluma, pero a la vez que acumulaba defensas (como contra Kevin Kelley o Wilfredo Vázquez, por ejemplo), también aumentaba su fama y su atención por el boxeo disminuyó.
Esto afectó a su rendimiento, que no se vería reflejado gráficamente hasta que en el 2001 en el MGM de Las Vegas el campeón mexicano Marco Antonio Barrera se aprovechó de todas las distracciones que rodeaban por aquel entonces a Hamed para superarle por decisión unánime en una pelea muy seria del mexicano. Después de esta derrota hizo una pelea más contra el español Manuel Calvo al año siguiente, la cual ganó fácilmente por decisión aunque dejó ver de manera más clara que estaba a un nivel ínfimo comparado con el campeón de finales de los 90. Después de esta contienda no volvió a pelear más aunque nunca anunció su retirada.
También es conocido por su comportamiento poco ortodoxo fuera del ring. Tuvo un altercado en el Aeropuerto de Londres-Heathrow con el ex campeón mundial de boxeo Chris Eubank, mostrando sus cinturones y recordándole que él ya no era un campeón. En mayo de 2006, fue encarcelado durante 15 meses por conducción peligrosa, pero se le concedió una libertad anticipada en septiembre de 2006. Fue galardonado con la MBE en 1999, pero le fue revocada en diciembre de 2006, después de su condena en la cárcel.

### Campeón Mundial de Peso Pluma
Más tarde, en 1995, después de ser nombrado polémicamente como contendiente #1 de la OMB de peso pluma (a pesar de nunca haber luchado en ese peso), Hamed enfrentó al campeón defensor de Gales y de la OMB, Steve Robinson. Después de dominar el combate y anotar una caída en el asalto 5, Hamed ganó el título cuando el árbitro detuvo la pelea en el asalto 8, después de que Robinson fue conectado con un gancho de izquierda que lo derribó espectacularmente. La pelea se disputó en el campo de rugby de Cardiff, Cardiff Arms Park, con el público local de Robinson y bajo una lluvia torrencial sobre los combatientes y el ring.
Su primera defensa fue contra el Austriaco nigeriano, Said Lawal, quien fue inmediatamente derribado del primer golpe de Hamed, pero se detuvo en tan sólo 35 segundos después de haber caído de nuevo sin esfuerzo. Esta fue la pelea de título mundial más rápido jamás celebrada en Escocia, para gran disgusto de la multitud. La segunda defensa de Hamed era contra el invicto portorriqueño Daniel Alicea. Televisado en los Estados Unidos por Showtime, Hamed arribó al ring en un gran trono, algo con lo que Hamed, luego, declaró que no estaba cómodo. Después de un rápido, animado inicio de Alicea, Hamed sufrió una breve caída sorprendente en el asalto 1, el primero de su carrera. Sin embargo, Hamed ganó la pelea en su asalto favorito (2) con dos derribos. Luego de la segunda, el árbitro se vio forzado a detener la lucha.
La siguiente defensa de Hamed fue en Dublín contra el dos veces campeón mundial de peso pluma, Manuel Medina. Después de golpear a Medina, este cae pesadamente en el asalto 2, Hamed luchó para terminar la pelea hasta que finalmente tiró dos veces a Medina en el asalto 11. El final llegó cuando el médico aconsejó a la esquina de Medina a detener la pelea. Hamed reveló en su entrevista post-pelea que él había luchado con un fuerte resfriado. Medina participó de otras duras peleas por el título mundial de peso pluma,  ganándolo tres veces. La siguiente pelea de Hamed fue contra Remigio Molina de Argentina, la cual fue detenida en el segundo asalto.
En febrero de 1997, Hamed derrotó al campeón que tenía el título hacia mucho tiempo de la FIB Tom "Boom Boom" Johnson en ocho asaltos en un combate de unificación en el London Arena. Después de estar en constante aturdimiento y tambaleando desde la ronda 3 en adelante, Johnson finalmente cayó por un enorme uppercut, entonces salvado de la golpiza por el árbitro. La primera defensa de Hamed tanto de los títulos de la OMB y la FIB fue una primera ronda de KO boxeador británico veterano y campeón de Europa Billy Hardy. Antes de la pelea Hamed había predicho correctamente que iba a ganar en la ronda 1. La próxima defensa fue una fácil victoria en dos rondas contra un enorme superado Juan Gerardo Carbrera. Debido a la política de boxeo que implican el retador obligatorio de la FIB, Hamed pronto fue obligado a renunciar al título de la FIB.
En la ciudad natal de Hamed de Sheffield, en octubre de 1997, se produjo una de las mejores actuaciones de su carrera en la defensa de su título de la OMB contra José Badillo, cuya esquina entró al ring para detener la pelea durante el asalto 7.
A finales de 1997 Hamed tuvo un debut muy publicitado en Estados Unidos. Su llegada ceremoniosa en el Concorde de British Airways fue cubierto por varios medios de comunicación. Allí, él y el ex poseedor del título del CMB Kevin Kelley lucharon en un combate muy entretenido. Esta lucha marca algo así como un hito en la carrera de Hamed, ya que se vio obligado, por primera vez, a abandonar su estilo de las manos hacia abajo de luchar durante todo el transcurso de la pelea, dado el calibre de Kelley. No obstante, a pesar de sufrir tres caídas, Hamed puso Kelley fuera de servicio por tercera y última vez para ganar por cuarta ronda eliminatoria. Esta fue su primera de muchas peleas en HBO.
En 1998, Hamed disfrutó victorias sobre el ex poseedor del título de la AMB el tres veces y entonces campeón Lineal Wilfredo Vázquez (TKO 7), el ex poseedor del título de peso gallo del CMB Wayne McCullough (W 12), y el futuro poseedor del título de la FIB Paul Ingle (TKO 11; sin relación al entonces exentrenador de Hamed Brendan Ingle). En octubre de 1999 en el Joe Louis Arena, Detroit, Míchigan, Estados Unidos, Hamed derrotó al campeón de peso pluma del CMB César Soto de México en 12 asaltos, añadiendo el título del CMB a su colección y unificar brevemente los títulos del CMB y OMB. Hamed pronto optó por renunciar a su título del CMB debido a su compromiso de ser campeón de la OMB.
Vazquez había sido despojado por la AMB de su cinturón (la AMB no quería que su título de peso pluma fuera unificado con el OMB), Hamed habría tenido la distinción de ganar los cuatro títulos mundiales en una división, algo que sólo Riddick Bowe había logrado en el peso pesado.
En marzo de 2000 en el Olympia, Kensington, Londres, Hamed noqueó al ex poseedor del título invicto de largo reinado de la FIB peso súper gallo, Vuyani Bungu de Sudáfrica. La pelea terminó con una sola mano izquierda recta, en una de las actuaciones más impresionantes de Hamed y grandes victorias.
Hamed retuvo con éxito su título de la OMB por decimoquinta vez y última en agosto de 2000 contra Augie Sánchez en el Foxwoods Resort, Mashantucket, Connecticut, Estados Unidos a través de un nocaut en el cuarto asalto devastador. Hamed se rompió la mano en el combate, y después de la cirugía pasó medio año fuera del gimnasio, ganando 35 libras en peso. En lugar de enfrentarse al desconocido EBU Campeón OMB y retador obligatorio István Kovács, Hamed renunció a su título de la OMB para allanar el camino para una súper pelea con su rival de mucho tiempo, Marco Antonio Barrera.

### Hamed vs Barrera
Ocho semanas antes de la pelea, que tuvo lugar en el MGM Grand Garden Arena en Las Vegas el 7 de abril de 2001, Hamed tenía 35 libras de sobrepeso. Al final de la concentración todavía no daba el peso y cuando llegó a Las Vegas pasó los dos días antes de la pelea tratando de deshacerse de 2 libras en su hotel, en las salas de vapor y corriendo en la cinta a las 5 a. m. . Marco Antonio Barrera había "entrenado como un monje" en las montañas de México, mientras que Hamed entreno en la antigua casa de Bing Crosby. Emanuel Steward había llegado para supervisar las últimas dos semanas de entrenamiento de Hamed, incluyendo el combate, y estaba preocupado de inmediato.
Había visto a Barrera con la mirada afilada solo unos meses antes en la victoria por nocaut en Las Vegas, y observó a Hamed desigual en sparring con jóvenes mexicanos contratados por el campamento donde en su momento fue muy débil.
Hamed perdió ante Barrera por decisión unánime, perdiendo su campeonato Lineal. El registro de Hamed en ese momento era 35-0 y era un gran favorito con probabilidades de apuestas de 1/8. Después de haberse tambaleado en la Ronda 1, Hamed no podía golpear a Barrera con su marca comercial de izquierdas, el boxeador mexicano fue igualmente rápido y estaba luchando de contragolpe. Su plan de juego era un círculo alrededor de Hamed en sentido antihorario para negar el aporte de gran alcance la mano izquierda de Hamed. En una ocasión, a principios de la lucha, Hamed agarró Barrera y ambos cayeron al suelo, donde Barrera tiró un jab de derecha, que lleva a una advertencia del árbitro Joe Cortez. En la ronda 12 y final, Hamed, sigue buscando el golpe de nocaut, lanza violentamente con un mano izquierda, lo que resulta en Barrera aprovechando la oportunidad para atrapar a Hamed en un Half Nelson sosteniéndolo y golpeando su cabeza en el tensor, lo que resulta en un punto deducido por el árbitro Joe Cortez. Fue una "falta flagrante", que debería haber sido una deducción de 2 puntos. También podría haber dado lugar a Barrera está descalificado. En última instancia, Barrera fue más versátil y tiró combinaciones más impresionantes obligando a Hamed en ir de golpes de poder mal dirigidos. Tiempo más tarde Hamed reveló en una entrevista, que en realidad se había fracturado la mano izquierda durante el combate. El propósito de no mencionar esto en las entrevistas posteriores a la pelea fue porque según Hamed él "no quería quitarle nada a Barrera". Hamed y Barrera son amigos hasta hoy.
En una entrevista en héroes deportivos transmitido por Sky Sports, Hamed dijo que se arrepentía de aceptar la lucha, debido a sus seis meses de inactividad y su aumento de peso, y que se sentía agotado al entrar en la pelea. A pesar de la mala preparación para la lucha, admitió la complacencia que había tenido y que nunca esperaba ser vencido, y ha añadido que la oferta de varios millones de dólares de HBO también fue un factor de motivación para llevar la lucha.

## Récord profesional
| Récord Profesional | Récord Profesional | Récord Profesional |
| 37 peleas          | 36 Victorias       | 1 Derrotas         |
| Nocaut             | 31                 | 0                  |
| Decisión           | 5                  | 1                  |
| ------------------ | ------------------ | ------------------ |

| Resultado | Récord | Rival                 | Método | Asalto - Tiempo | Fecha                    | Localización                                               | Título |
| Victoria  | 36–1   | Manuel Calvo          | UD     | 12              | 18 de mayo de 2002       | London Arena, Londres, Inglaterra                          | Gana el título vacante de la IBO del peso pluma                                                                  |
| Derrota   | 35–1   | Marco Antonio Barrera | UD     | 12              | 7 de abril de 2001       | MGM Grand Garden Arena, Paradise, Nevada, US               | Pierde el título lineal del peso pluma; Por el título vacante de la IBO del peso pluma                           |
| Victoria  | 35–0   | Augie Sanchez         | TKO    | 4 (12), 2:34    | 19 de agosto de 2000     | Foxwoods Resort Casino, Ledyard, Connecticut, US           | Retiene los títulos mundiales de la WBO y lineal del peso pluma                                                  |
| Victoria  | 34–0   | Vuyani Bungu          | TKO    | 4 (12), 1:38    | 11 de marzo de 2000      | London Olympia, Londres, Inglaterra                        | Retiene los títulos mundiales de la WBO y lineal del peso pluma                                                  |
| Victoria  | 33–0   | César Soto            | UD     | 12              | 22 de octubre de 1999    | Joe Louis Arena, Detroit, Míchigan, US                     | Retiene los títulos mundiales de la WBO y lineal del peso pluma; Gana el título mundial de la WBC del peso pluma |
| Victoria  | 32–0   | Paul Ingle            | TKO    | 11 (12), 0:45   | 10 de abril de 1999      | MEN Arena, Mánchester, Inglaterra                          | Retiene los títulos mundiales de la WBO y lineal del peso pluma                                                  |
| Victoria  | 31–0   | Wayne McCullough      | UD     | 12              | 31 de octubre de 1998    | Bally's Park Place, Atlantic City, New Jersey, US          | Retiene los títulos mundiales de la WBO y lineal del peso pluma                                                  |
| Victoria  | 30–0   | Wilfredo Vázquez      | TKO    | 7 (12), 2:29    | 18 de abril de 1998      | NYNEX Arena, Mánchester, Inglaterra                        | Retiene el título mundial de la WBO del peso pluma; Gana el título mundial lineal del peso pluma                 |
| Victoria  | 29–0   | Kevin Kelley          | KO     | 4 (12), 2:27    | 19 de diciembre de 1997  | Madison Square Garden, New York City, New York, US         | Retiene el título mundial de la WBO del peso pluma                                                               |
| Victoria  | 28–0   | Jose Badillo          | TKO    | 7 (12), 1:37    | 11 de octubre de 1997    | Sheffield Arena, Sheffield, Inglaterra                     | Retiene el título mundial de la WBO del peso pluma                                                               |
| Victoria  | 27–0   | Juan Gerardo Cabrera  | TKO    | 2 (12), 2:17    | 19 de julio de 1997      | Wembley Arena, Londres, Inglaterra                         | Retiene los títulos mundiales de la WBO y IBF del peso pluma                                                     |
| Victoria  | 26–0   | Billy Hardy           | TKO    | 1 (12), 1:33    | 3 de mayo de 1997        | NYNEX Arena, Mánchester, Inglaterra                        | Retiene los títulos mundiales de la WBO y IBF del peso pluma                                                     |
| Victoria  | 25–0   | Tom Johnson           | TKO    | 8 (12), 2:27    | 8 de febrero de 1997     | London Arena, Londres, Inglaterra                          | Retiene el título mundial de la WBO; Gana el título mundial de la IBF del peso pluma                             |
| Victoria  | 24–0   | Remigio Molina        | TKO    | 2 (12)          | 9 de noviembre de 1996   | NYNEX Arena, Mánchester, Inglaterra                        | Retiene el título mundial de la WBO del peso pluma                                                               |
| Victoria  | 23–0   | Manuel Medina         | RTD    | 11 (12), 3:00   | 31 de agosto de 1996     | Point Theatre, Dublín, Irlanda                             | Retiene el título mundial de la WBO del peso pluma                                                               |
| Victoria  | 22–0   | Daniel Alicea         | TKO    | 2 (12), 2:46    | 8 de junio de 1996       | Telewest Arena, Newcastle, Inglaterra                      | Retiene el título mundial de la WBO del peso pluma                                                               |
| Victoria  | 21–0   | Said Lawal            | KO     | 1 (12), 0:35    | 16 de marzo de 1996      | Exhibition and Conference Centre, Glasgow, Escocia         | Retiene el título mundial de la WBO del peso pluma                                                               |
| Victoria  | 20–0   | Steve Robinson        | TKO    | 8 (12), 1:40    | 30 de septiembre de 1995 | Cardiff Arms Park, Cardiff, Gales                          | Gana el título mundial de la WBO del peso pluma                                                                  |
| Victoria  | 19–0   | Juan Polo Perez       | KO     | 2 (12), 2:00    | 1 de julio de 1995       | Royal Albert Hall, Londres, Inglaterra                     | Retiene el título WBC International del peso supergallo                                                          |
| Victoria  | 18–0   | Enrique Angeles       | KO     | 2 (12)          | 6 de mayo de 1995        | Royal Bath and West Showground, Shepton Mallet, Inglaterra | Retiene el título WBC International del peso supergallo                                                          |
| Victoria  | 17–0   | Sergio Rafael Liendo  | KO     | 2 (12), 1:06    | 4 de marzo de 1995       | Forum, Livingston, Escocia                                 | Retiene el título WBC International del peso supergallo                                                          |
| Victoria  | 16–0   | Armando Castro        | KO     | 4 (12), 2:11    | 21 de enero de 1995      | Exhibition and Conference Centre, Glasgow, Escocia         | Retiene el título WBC International del peso supergallo                                                          |
| Victoria  | 15–0   | Laureano Ramírez      | TKO    | 3 (12), 2:40    | 19 de noviembre de 1994  | National Ice Rink, Cardiff, Gales                          | Retiene el título WBC International del peso supergallo                                                          |
| Victoria  | 14–0   | Freddy Cruz           | TKO    | 6 (12), 2:03    | 12 de octubre de 1994    | Ponds Forge, Sheffield, Inglaterra                         | Gana el título vacante WBC International del peso supergallo                                                     |
| Victoria  | 13–0   | Antonio Picardi       | TKO    | 3 (12), 1:26    | 17 de agosto de 1994     | Hillsborough Leisure Centre, Sheffield, Inglaterra         | Retiene el título EBU del peso gallo                                                                             |
| Victoria  | 12–0   | Vincenzo Belcastro    | UD     | 12              | 11 de mayo de 1994       | Ponds Forge, Sheffield, Inglaterra                         | Gana el título EBU del peso gallo.                                                                               |
| Victoria  | 11–0   | John Miceli           | KO     | 1 (10), 2:50    | 9 de abril de 1994       | Leisure Centre, Mansfield, Inglaterra                      | |
| Victoria  | 10–0   | Peter Buckley         | TKO    | 4 (8), 1:47     | 29 de enero de 1994      | National Ice Rink, Cardiff, Gales                          | |
| Victoria  | 9–0    | Chris Clarkson        | KO     | 2 (8), 1:50     | 24 de septiembre de 1993 | National Basketball Arena, Dublín, Irlanda                 | |
| Victoria  | 8–0    | Kevin Jenkins         | TKO    | 3 (6), 1:58     | 26 de mayo de 1993       | Leisure Centre, Mansfield, Inglaterra                      | |
| Victoria  | 7–0    | Alan Ley              | KO     | 2 (6)           | 24 de febrero de 1993    | Wembley Conference Centre, Londres, Inglaterra             | |
| Victoria  | 6–0    | Peter Buckley         | PTS    | 6               | 12 de noviembre de 1992  | Everton Park Sports Centre, Liverpool, Inglaterra          | |
| Victoria  | 5–0    | Des Gargano           | KO     | 4 (6)           | 7 de octubre de 1992     | Crowtree Leisure Centre, Sunderland, Inglaterra            | |
| Victoria  | 4–0    | Miguel Matthews       | TKO    | 3 (6), 1:05     | 14 de julio de 1992      | Grosvenor House Hotel, Londres, Inglaterra                 | |
| Victoria  | 3–0    | Andrew Bloomer        | TKO    | 2 (6), 0:46     | 23 de mayo de 1992       | National Exhibition Centre, Birmingham, Inglaterra         | |
| Victoria  | 2–0    | Shaun Norman          | KO     | 2 (6), 0:55     | 25 de abril de 1992      | G-Mex Centre, Mánchester, Inglaterra                       | |
| Victoria  | 1–0    | Ricky Beard           | KO     | 2 (6), 2:36     | 14 de febrero de 1992    | Leisure Centre, Mansfield, Inglaterra                      | |